# Mannheimer Schule

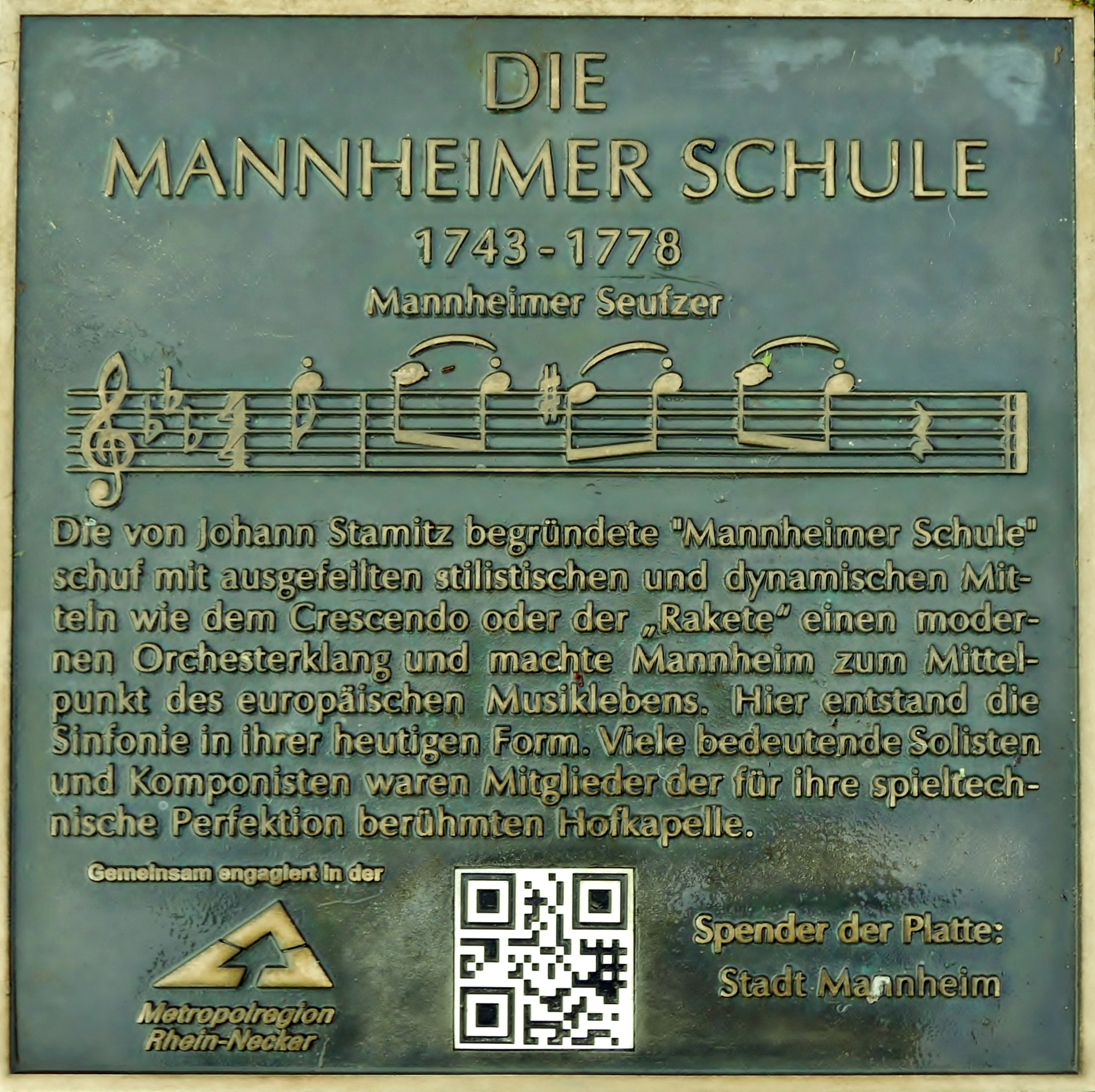
Plakette „Mannheimer Schule“ der Kurpfälzer Meile der Innovationen in Mannheim

Die Mannheimer Schule bezeichnet die Leistungen des Hofmusikerkreises, der sich vor allem während der Regierungszeit des Kurfürsten Karl Theodor in Mannheim in der Zeit von 1743 bis 1778 bildete.

## Geschichte
Obwohl die Mannheimer Schule heute vor allem mit dem Kurfürsten Karl Theodor verbunden wird, schuf die Voraussetzungen für die Gründung bereits sein Vorgänger Karl III. Philipp von der Pfalz. Dieser verlegte im Jahr 1720 die Residenz seines Hofes von Heidelberg nach Mannheim. Im Zuge dessen legte er durch eine Fusion von 16 Musikern aus Innsbruck und 26 Musikern aus Düsseldorf den Grundstein der späteren Mannheimer Hofmusik. Als Kapellmeister wurde Carlo Luigi Grua bestimmt. Doch erst während der Mannheimer Regierungszeit seines Nachfolgers Karl Theodor entstand in den Jahren von 1743 bis 1778 eine Hofkapelle ganz eigener Prägung, die zu den größten und besten in Europa gehörte.

## Orchester- und Kompositionsschule
Mit der Aufbauarbeit des modernen Hoforchesters wurde zunächst in erster Linie der Konzertmeister und spätere Instrumentalmusikdirektor Johann (Anton Wenzel) Stamitz betraut. Stamitz wird daher auch als Gründer der Mannheimer Schule angesehen. Durch die Ausbildung erstklassiger Geiger, z. B. Christian Cannabich oder die Brüder Johannes und Carlo Giuseppe Toeschi, die zu den besten Virtuosen des Orchesters gehörten, schuf er die Basis für die mustergültige „Mannheimer Schule“, die von den Zeitgenossen daher zunächst als Violin- oder Orchesterschule, dann aber auch zunehmend als eine Kompositionsschule verstanden wurde. Tatkräftige Unterstützung erhielt Stamitz im Sommer 1753 von dem neu engagierten Kapellmeister Ignaz Holzbauer. Holzbauer dehnte Stamitz’ planvolle Aufbauarbeit nun auf alle Stimmgruppen des Orchesters aus, wobei die neuen Stellen mit auswärtigen Virtuosen, mit Spezialisten ihres Faches, besetzt wurden – eine Strategie, die gleich zu Anfang die Basis für das künftige Virtuosenorchester der 1770er Jahre legte. Denn diese auswärtigen Spitzenkräfte blieben nicht nur, sondern sie gaben in ihrer für gewöhnlich gut fünfundzwanzigjährigen Dienstzeit ihr Können an begabte Schüler weiter. Besonders begabten Schülern gewährte der Kurfürst zusätzlich Stipendien für Studienaufenthalte in Italien. Die gleiche Ausbildungsmethode, die lange Dienstzugehörigkeit und die Tatsache, dass die Musiker durch die ausreichende Verdienstmöglichkeit sich ganz auf ihren Beruf konzentrieren konnten, förderten nicht nur die Virtuosität des Einzelnen, sondern trugen auch ganz wesentlich zu der von den Zeitgenossen als Sensation gerühmten Spielkultur und Spieldisziplin des Hoforchesters bei. Letztere ist vor allem das Verdienst des Stamitz-Meisterschülers Christian Cannabich. Laut Schubart genügten bereits ein „Nicken des Kopfes“ und ein „Zucken des Ellenbogens“ dieses schulebildenden Orchesterleiters, um eine präzise Wiedergabe der Kompositionen zu gewährleisten. Cannabich schulte seine „Soldaten“ in der perfekten Ausführung der Werke, die bis zur Manier kultiviert wurde.
Der derzeit früheste bekannte Beleg der „Mannheimer Schule“ als Kompositionsschule stammt von Wolfgang Amadeus Mozart, der im Widmungstext seiner sechs Violinsonaten (KV 301–306) an die Kurfürstin Elisabeth Auguste von Pfalz-Sulzbach aus dem Jahr 1778 sinnfällig zwischen der Hofkapelle und der Schule unterscheidet und sowohl die große Anzahl der musizierenden Komponisten als auch die zahlreichen Meisterwerke dieser berühmten Schule hervorhebt. Die wichtigsten nachgewiesenen Instrumental- und Kompositionslehrer waren Johann Stamitz, Ignaz Holzbauer, Christian Cannabich, Georg Joseph Vogler und indirekt auch Franz Xaver Richter. Diese umfassende praktische und theoretische Ausbildung führte dazu, dass nicht nur Kapellmeister oder Konzertmeister komponierten, wie es sonst üblich war. Im Mannheimer Ensemble gab es mehr Virtuosen, die zugleich bedeutende Komponisten waren, als in irgendeinem anderen Orchester der Epoche. Dazu zählten beispielsweise die Geiger Christian Cannabich, Wilhelm Cramer, Georg Zarth, Christian Danner, Friedrich Eck, Ignaz Fränzl, Carl und Anton Stamitz, Carlo Giuseppe und Johannes Toeschi, Peter Winter, die Violoncellisten Innocenz Danzi und Anton Fils, der Fagottist Georg Wenzel Ritter, die Flötisten Johann Baptist Wendling und Georg Metzger, der Hornist Franz Anton Dimmler, die Oboisten Friedrich Ramm und Ludwig August Lebrun sowie dessen spätere Frau, die Koloratur-Sopranistin Franziska Lebrun (geb. Danzi), ferner der (Sänger-)Bassist Giovanni Battista Zonca und die Kapell- bzw. Vizekapellmeister Ignaz Holzbauer und Georg Joseph Vogler.

## Mannheimer Schule als Wegbereiter der Konzert-Sinfonie
Die Doppelfunktion von Komponist und Musiker bildete die Voraussetzung für eine Orchester- und Kompositionswerkstatt, die ihresgleichen in Europa suchte. Nach Ludwig Finscher leisteten die Kurpfälzer einen ganz wesentlichen Beitrag zur Entwicklung der großen Konzertsinfonie und der klassisch-romantischen Orchestertechnik.
Die Mannheimer setzten auf die Aneinanderreihung kleinerer melodischer Motive, auf Kontrast, Abwechslung und Überraschung und ganz besonders auf den Orchesterklang. In diesem Zusammenhang ist vor allem die damals neuartige Bläserbehandlung zu nennen. Die melodisch geprägten Abschnitte wurden nämlich nun auch zunehmend von den Bläsern gestaltet. Hinzu kam eine moderne aussagekräftige Orchestersprache, die Hugo Riemann im Jahr 1906 nicht von ungefähr als sogenannte „Mannheimer Manieren“ mit außermusikalischen Vorstellungen umschrieb, die als Mannheimer Seufzer, Mannheimer Rakete, Mannheimer Walze, Bebung, Schleifer oder Vögelchen in die Musikgeschichte eingegangen sind. Dank der spieltechnischen Perfektion des Hoforchesters machten das Crescendo, die ausgefeilte Kontrastdynamik (das Aufeinanderprallen von Forte und Piano auf engstem Raum), das dröhnende Unisono oder etwa die wuchtigen, rasch aufeinanderfolgenden Akkordschläge des Orchesters am Anfang eines Satzes größeren Effekt als anderswo. Diese Orchestereffekte wurden in den musikalischen Akademien (Hofkonzerte) geradezu zelebriert, sie hatten Kultcharakter.
Mit ihrer Orchesterbesetzung, den solistisch besetzten Bläsern (ab 1758 auch Klarinette) und ab den 1760er Jahren mit dem Verzicht auf das Cembalo (!), schufen die Mannheimer jenen modernen Klang des sogenannten klassischen Sinfonieorchesters, den Joseph Haydn, Wolfgang Amadeus Mozart, Ludwig van Beethoven und andere Komponisten bis in das 19. Jahrhundert ihren Sinfonien zugrunde legten. Mit ihrer differenzierteren Instrumentation und der damit zusammenhängenden Erschließung neuartiger Klangbereiche und Klangmöglichkeiten gaben die Kurpfälzer neue Impulse, die nicht nur die Orchestermusik in der zweiten Hälfte des 18. Jahrhunderts bis hin zur Wiener Klassik nachhaltig beeinflussten, sondern auch den Weg für die Orchesterkompositionen des 19. Jahrhunderts bereiteten.